# Tarussin
Tarussin - Тарусин (rus) - és un khútor del krai de Krasnodar, a Rússia. Es troba a la vora esquerra del Maskaga, afluent del Tsemés, a la plana entre el Caucas occidental i la costa de la mar Negra. És a 8 km al sud-est d'Anapa i a 121 km a l'oest de Krasnodar.
Pertany a l'stanitsa d'Anàpskaia.